# Notarisia
Notarisia là một chi rêu trong họ Ptychomitriaceae.